# Adriaan Gerrit Verhoeven
Adriaan Gerrit Verhoeven (Sprang, 27 februari 1886 - Den Haag, 1 maart 1976) was een waterbouwkundig ingenieur en specialist op het gebied van landaanwinningswerken en afsluitingen

## Biografie
Hij volgde de Rijks HBS te 's-Hertogenbosch (1900-1905) en studeerde daarna aan de Technische Hogeschool te Delft (1905-1910). Als jong afgestudeerd civiel ingenieur werd hij in 1911 benoemd tot adjunct-hoofdopziener bij de Directie der Registratie en Domeinen in Zeeland, als toekomstig opvolger van Isaak Levinus van Wuijckhuise (1844-1928). Later werd hij bij domeinen ingenieur (1915-1931) en hoofdingenieur (1931-1937). Verhoeven werd direct betrokken bij de tegenslagen ontstaan door de stormvloed van 30 september 1911 bij het bedijkingswerk ten noorden van de Kreekrakdam op de schorren waar later de Hogerwaardpolder ontstond. Deze bedijking werd in 1914 voltooid. Daarna was hij betrokken bij de bedijking van de polders Dijckmeester bij Philippine in 1918-1920, Kreekrak in 1921-1923 en Hellegat bij Ossenisse in 1925-1926.
Tevens was Verhoeven betrokken bij de ontwikkeling van nieuwe methoden ter bevordering van een versnelde slibafzetting bij landaanwinningsprojecten. Aanvankelijk werd hiervoor het Engels slijkgras (Spartina Townsendii) gebruikt. De in Engeland en Frankrijk hiermee opgedane ervaringen werden door Verhoeven bestudeerd. Verhoeven leidde in 1924 een studiecommissie die de resultaten met deze snelgroeiende plant aan de zuidkust van Engeland bestudeerde, samen met dr. Jan Paulus Lotsy (1867-1931) van de Nederlandse Genetische Vereniging. Na de reis werden in het Zuid-Sloe proefvelden hiermee ingeplant, waarna vanaf 1925 deze methode op grote schaal in Zeeland werd ingevoerd. Andere eigenschappen van de plant waren echter minder gewenst, zodat Verhoeven in Sleeswijk-Holstein een andere methode onderzocht waarbij bezinkvelden werden gebruikt. Deze methode beproefde hij in de jaren dertig in het Zuid-Sloe en werd een succes. In Noord-Nederland is deze methode van landaanwinning bekend onder de naam kwelderwerken.
Het domeinbestuur besloot daarop de landaanwinning via bezinkvelden ook toe te passen langs de kust van Friesland en Groningen. Tegelijk bestond de behoefte aan de instelling van een gecentraliseerd technisch apparaat om het domeinbestuur te adviseren bij de uitvoering van belangrijke werken. Op 1 juli 1937 werd daartoe het Technisch Bureau der Domeinen ingesteld, waarvan Verhoeven directeur werd.
Tijdens de Tweede Wereldoorlog werd Verhoeven lid van de Commissie voor Landaanwinning van de Rijksdienst voor het Nationale Plan (RNP), waarvan dr ir L.R. Wentholt voorzitter en dr ir J. van Veen secretaris waren.
Op 1 november 1945 werd het Technisch Bureau der Domeinen onderdeel van Rijkswaterstaat (Departement Openbare Werken en Wederopbouw), waarvan de naam in september 1955 werd gewijzigd in Directie Landaanwinning. Verhoeven werd op 1 januari 1948 benoemd tot Hoofdingenieur-Directeur van Rijkswaterstaat. De laatste bedijking die in Zeeland onder zijn leiding stond was de Quarlespolder, ten zuiden van de Sloedam. Op 1 juli 1951 ging Verhoeven met pensioen, waarna hij actief bleef als adviseur op het gebied van landaanwinning en bedijkingswerken. Voor zijn verdiensten werd hij benoemd tot Ridder in de Orde van de Nederlandse Leeuw en Officier in de Orde van Oranje-Nassau. Hij overleed op 1 maart 1976 in Den Haag.
In de loop der jaren verschenen van zijn hand diverse publicaties, vooral op het gebied van landaanwinning en de ontwikkeling van het bedijkingswerk door de eeuwen heen. Samen met Johannes de Hullu verzorgde hij een bewerking van het Tractaat van Dijckagie van Andries Vierlingh, dat in 1920 werd gepubliceerd in de Rijks Geschiedkundige Publicatiën (RGP) en in 1973 door de Nederlandse Vereniging van Kust- en Oeverwerken werd heruitgegeven.
Tevens was hij lid van diverse commissies op het gebied van landaanwinning en tussen 1921 en 1936 voorzitter van de Commissie Examen Weg- en Waterbouwkunde Zeeland ('Examen Zeeland'). Dit was een examen dat gelijkgesteld werd aan het diploma HTS en speciaal bedoeld voor personen die het vak in de praktijk geleerd hadden

## Wetenswaardigheden
Voor zijn studie aan de Technische Hogeschool in Delft moest iedere student een groot aantal tekeningen maken. De tekeningen van Verhoeven (88 stuks) zijn bewaard gebleven en opgenomen in het Zeeuws Archief (archief nr. 612). Daarnaast heeft het Archief 137 tekeningen uit de tijd dat hij in Zeeland werkte. Verder zijn er 108 kaarten en tekeningen die voornamelijk betrekking hebben op de provincie Zuid-Holland bij het Nationaal Archief (toegang 4.VHF).